# Mars Society

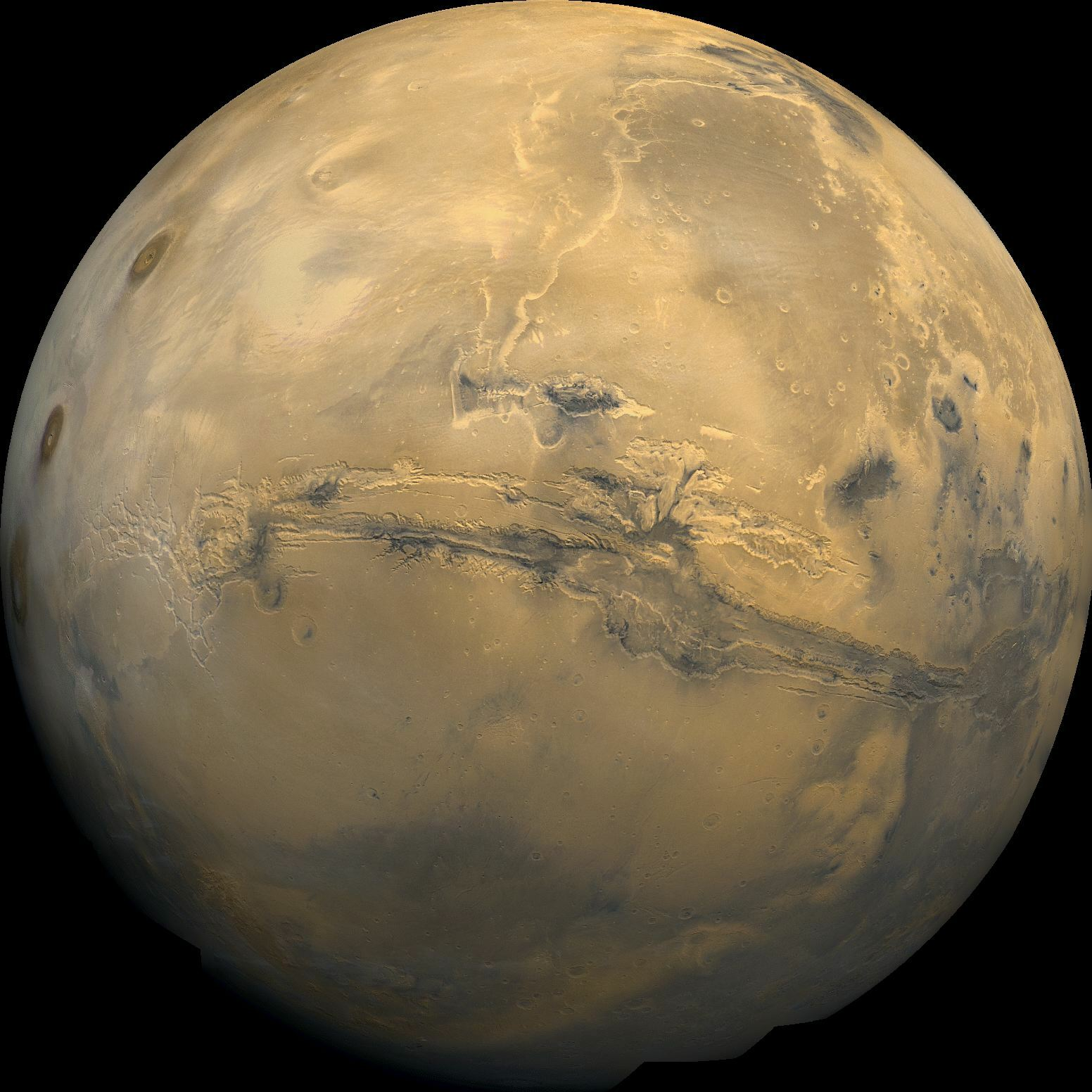
La Mars Society aposta per l'exploració de Mart

La Mars Society és una organització sense ànim de lucre estatunidenca dedicada a la promoció de l'exploració humana i l'assentament del planeta Mart, impulsada per voluntaris de tot el món. Inspirada per les conferències "The Case for Mars" organitzades per The Mars Underground a la Universitat de Colorado Boulder, la Mars Society va ser fundada pel Dr. Robert Zubrin i altres el 1998 amb l'objectiu d'educar el públic, els mitjans de comunicació i el govern sobre els beneficis de l'exploració de Mart, la importància de planificar una missió d'humans a Mart a les properes dècades i la necessitat de crear una presència humana permanent al planeta vermell.

## Història
Mars Society, Inc es va establir formalment el setembre de 1997 sota la Llei de Societats sense ànim de lucre de Colorado. L'agost de 1998, més de 700 delegats (astrònoms, científics, enginyers, astronautes, empresaris, educadors, estudiants i entusiastes de l'espai) van assistir a un cap de setmana de xerrades i presentacions dels principals defensors de l'exploració de Mart. Des de llavors, la Mars Society, guiada pel seu comitè directiu, ha crescut fins a superar els 5.000 membres i uns 6.000 col·laboradors associats a més de 50 països de tot el món. Els membres de la Mars Society són de tots els àmbits de la vida i treballen activament per promoure els ideals de l'exploració espacial i les oportunitats per explorar el planeta vermell. El 2017 l'enciclopèdia Marspedia es va convertir en un projecte oficial de la Mars Society.

## Propòsit, missió i objectius de la Mars Society
Els objectius de la Mars Society no són merament teòrics. El seu objectiu és demostrar que Mart és un objectiu assolible mitjançant una sèrie pràctica de projectes tècnics i d'un altre tipus, que inclouen:
- Desenvolupament posterior del pla de la missió Mars Direct per enviar humans a Mart.[3]
- The Mars Analog Research Station Program (MARS): anàlegs de possibles futures unitats d'habitatge a Mart, situades en entorns semblants a Mart. Les estacions establertes inclouen la Flashline Mars Arctic Research Station (FMARS) i la Mars Desert Research Station (MDRS)
- El University Rover Challenge: un concurs per dissenyar un vehicle rover a pressuaritzat que es pogués utilitzar a Mart i que va guanyar el Michigan Mars Rover Team.[4]
- El programa Mars VR: un esforç de diverses fases per construir eines de realitat virtual per donar suport a l'exploració humana de Mart i capacitar els membres de la tripulació a la Mars Desert Research Station.[5]
- El Mars Gravity Biosatellite: un programa per dissenyar, construir i llançar un satèl·lit rotat per proporcionar artificialment una gravetat parcial de 0,38 g, equivalent a la de Mart, i allotjar una petita població de ratolins, per estudiar els efectes sobre la salut de la gravetat parcial, en oposició a la gravetat zero; això es va originar com una iniciativa de la Mars Society i ara compte amb el suport pel portal web YourNameIntoSpace
- La missió de globus de Mart ARCHIMEDES, que es llançarà el 2018 (dirigida per la secció alemanya de la Mars Society).[4]
- Tempo3 The Tethered Experiment for Mars inter-Planetary Operations, un satèl·lit basat en CubeSat que demostrarà la generació de gravetat artificial mitjançant dues masses lligades.

A més, la Societat:
- ofereix xerrades i presentacions sobre Mars Direct a escoles, universitats, universitats, organismes professionals i públic en general.
- promou l'ensenyament de les assignatures relacionades amb les ciències, l'astronomia i els vols espacials a les escoles.
- campanyes per a una major inversió per part de països individuals en recerca i desenvolupament espacial.
- acull les conferències anuals més grans sobre exploració de Mart als Estats Units, Europa i Austràlia.[6]
- dona suport activament a la NASA, l'ESA i altres agències espacials en la seva exploració permanent de Mart.

L'actual junta directiva de la Mars Society inclou Robert Zubrin (president) i James Heiser.
Membres notables del seu comitè de direcció són Buzz Aldrin i Peter H. Smith.
Entre els antics membres destacats de la junta directiva o del comitè de direcció de la Mars Society hi ha Kim Stanley Robinson, Michael D. Griffin, Christopher McKay, Pascal Lee i Elon Musk.
La Societat és una organització membre de l'Aliança per al Desenvolupament de l'Espai.

## Seccions de l'Amèrica del Nord de la Mars Society
La Mars Society té seccions als Estats Units i a tot el món. Moltes d'aquestes seccions emprenen iniciatives científiques, d'enginyeria i polítiques per promoure els objectius de la Mars Society. A continuació s'enumeren alguns assoliments de les seccions de la Mars Society:

### Canadà
Mars Society of Canada:
- va organitzar la Tercera Convenció Internacional de la Mars Society el 2000 (Toronto).[11]
- va organitzar una expedició de recerca multinacional d'un mes de durada (coneguda com Expedition One) a la Mars Desert Research Station al desert de Utah el 2003.[12]
- va organitzar una segona expedició de recerca multinacional (coneguda com Expedition Two) a l'interior d'Australia el 2004[13]
- va organitzar una sèrie d'expedicions d'entrenament (començant per Expedition Alpha, Beta, etc.)[14]

### Estats Units

#### Califòrnia
Secció del nord de Califòrnia de la Mars Society:
- va acollir la 4a Convenció Internacional de la Mars Society el 2001 (Universitat Stanford).[15]
- va recaptar més de 100.000 dòlars per a la Mars Society que va organitzar un banquet de recaptació de fons amb James Cameron, el 5 de maig de 2001.
- proporciona serveis de suport a la missió i dissenys i recondicionament de vestits espacials analògics per a les tripulacions de la Mars Desert Research Station a partir del 2002.[16]

Secció de San Diego de la Mars Society
- proporciona serveis de suport a la tripulació i a la missió per a la Mars Desert Research Station (MDRS) i la Flashline Mars Arctic Research Station (FMARS) des del 2002.
- TMS-SD ofereix esdeveniments de divulgació pública a aules, biblioteques, museus i altres organitzacions de la regió del sud de Califòrnia amb set programes multimèdia diferents: "Invasion from Earth - The Robotic Exploration of Mars"; "Mars Exploration Rovers - Year 4"; "Mars on Earth - The Adventures of Space Pioneers in the Utah Desert"; "Mars on Earth - The Adventures of Space Pioneers in the Canadian Arctic: "Humans to Mars - How We'll Get There"; "A Close Look at Mars"; and "Mars in the Movies".
- TMS-SD ofereix un Mars Exploration Rover controlat per ràdio a escala 1/4 amb vídeo sense fils que poden conduir els nens (de totes les edats).[17]
- celebra reunions mensuals de seccions, així com esdeveniments especials durant tot l'any.
- acull mensualment la Mars Movie Night conjuntament amb The Mars Movie Guide.

#### Texas
Secció de Dallas de la Mars Society:
- va organitzar la Mars Track de la Conferència Internacional de Desenvolupament Espacial de la Societat Espacial Nacional el 2007.[18]
- planificar la divulgació i la política d'una visió de la colonització de Mart a l'àrea de Dallas i més enllà.

#### Washington
Mars Society Seattle:
- va organitzar l'Space Expo 2018 amb el Museu del Vol de Seattle.
- va organitzar el MarsFest amb el Museu de Vol de Seattle el 1999 (Polar Lander), 2007 (Phoenix) i 2012 (Curiosity).
- taula de divulgació amb personal en esdeveniments locals: conferència NSTA, Yuri Night, Norwescon, Rustycon, AIAA i altres.
- cicle de ponents (patrocinat amb NSS Seattle) cada primer diumenge de mes a les 19h a l'aula Red Barn al Museu de Vol.
- el desenvolupament de llocs web per a la Mars Society els primers dies va ajudar a la creació de chapters.marssociety.org i llocs web inicials del grup de treball.[19]

## Seccions europees de la Mars Society

### Alemanya
La secció alemanya de la Mars Society (Mars Society Deutschland eV | eingetragener Verein | - MSD) es va fundar el 2001 sobre la base de la Declaració fundacional de la Mars Society dels EUA del 1998 i compta amb uns 230 membres. L'MSD està registrat a Alemanya com a associació sense ànim de lucre (gemeinnütziger Verein). Els membres registrats paguen una quota anual de 60 euros. No obstant això, els estudiants i les empreses paguen una taxa diferent. Les activitats de l'MSD se centren en projectes tecnicocientífics com la Mars Balloon Probe ARCHIMEDES, així com en totes les qüestions relacionades amb l'exploració i les qüestions generals de l'espai tripulat. El principal mitjà de comunicació amb els membres i el públic en general és el lloc web l'MSD amb informació sobre el projecte ARCHIMEDES, publicacions sobre Mart i altres temes de l'espai, les notícies periòdiques, que poden ser comentades pels visitants del lloc web, el Fòrum Espacial i reunions informatives.
La Junta de l'MSD està formada per cinc membres. Des de juny de 2009, el seu president és el físic espacial el Dr. Michael Danielides.
El desenvolupament de ARCHIMEDES està liderat per Dipl. Ing. Hannes Griebel, que també és membre del consell de l'MSD i prepara la seva tesi doctoral sobre ARCHIMEDES.
ARCHIMEDES està actualment en fase de desenvolupament i és el principal projecte de l'MSD des del 2001. A partir del 2006, s'han dut a terme proves de vol per provar l'innovador sistema de globus en l'entorn de baixa gravetat. Els vehicles de prova eren fins ara l'Airbus A300 per a vols parabòlics de curta durada i les campanyes de prova de coets sonors REXUS3-REGINA i REXUS4-MIRIAM per a proves de vol de més llarga durada en condicions d'espai lliure. Estan previstes altres proves de vols per als propers anys (per exemple, MIRIAM II) amb l'objectiu de classificar ARCHIMEDES per a la seva missió a Mart el 2018. ARCHIMEDES serà transportat a Mart a bord d'un AMSAT Mars Probe o un satèl·lit similar. ARCHIMEDES està desenvolupat per l'MSD amb el suport de la Bundeswehr University Munich, de la IABG a Ottobrunn, la DLR-MORABA per a oportunitats de vol de coets, altres universitats i diverses empreses industrials que donen suport a àrees tècniques específiques.

### Àustria
L’ASF (Österreichisches Weltraum Forum, OeWF) és una xarxa nacional per a entusiastes de l'espai i l'aeroespacial, sent la secció austríaca de la Mars Society. El Fòrum serveix de plataforma de comunicació entre el sector espacial i el públic; està integrat en una xarxa global d'especialistes de la industria espacial, la recerca i la política. Per tant, l'OeWF facilita l'enfortiment del sector espacial nacional mitjançant la visibilitat pública de les activitats espacials, tallers tècnics i les conferències, així com projectes relacionats amb el Fòrum.
El seu focus de recerca és la Mars Analogue Research, per exemple, la missió AustroMars amb aproximadament 130 voluntaris que donen suport a una simulació de Mars Desert Research Station (MDRS) i el PolAres en curs, un programa de recerca plurianual que engloba el desenvolupament d'un sistema de rover analògic de Mart i un nou prototip de vestit espacial anomenat "Aouda. X", que va culminar amb una expedició a l'Àrtic el 2011.
El Fòrum compta amb un grup petit però molt actiu de membres professionals que contribueixen als esforços espacials, principalment en cooperació amb altres nacions i organitzacions espacials internacionals. L'espectre de les seves activitats abasta des d'una simple presentació a l'aula fins a exposicions espacials per a 15.000 visitants, des d'informes d'experts per al Ministeri Federal de Tecnologia d'Àustria fins a activitats de transferència de tecnologia espacial per a aplicacions terrestres.

### França
La secció francesa de la Mars Society (Association Planète Mars) es va crear el 1999 com a "Association Planète Mars", una organització sense ànim de lucre amb seu a París. El seu fundador i president és Richard Heidmann, enginyer de propulsió espacial, que va participar en la convenció fundacional de la Mars Society a l'agost de 1998 i és membre del Comitè de direcció de la Mars Society.
Tot i donar suport plenament les idees i accions de la Mars Society, considera que cal adaptar-les al context cultural i polític específic de França i Europa.
Les principals activitats de l'Associació Planète Mars es dediquen a la comunicació pública, mitjançant conferències, exposicions, esdeveniments, aparicions en mitjans (TV, ràdio, revistes ...). També actua ocasionalment com a assessor de periodistes o cineastes.
Sempre que és possible, col·labora amb altres associacions o organismes de divulgació científica, cosa que permet reforçar la seva acció i arribar a un públic més ampli.
L'Associació Planète Mars busca interessar els més joves: el 25% dels seus membres remunerats tenen menys de 25 anys. Té com a objectiu fomentar que estudiants d'enginyeria realitzin projectes relacionats amb Mart. L’associació també fomenta la formació de grups de treball sobre temes diversos. Avui en dia, hi ha tres grups actius, respectivament, sobre seguretat de la missió, arquitectura marciana i aspectes mèdics. Ha participat en diverses missions MDRS i FMARS, inclosa un prototip de "Vehicle d'exploració de penya-segats".
Un altre gran camp d'acció és el grup de pressió, dirigit tant a grups polítics com institucionals, a França i a nivell europeu (Consell Europeu, ESA). En fer-ho, es basa en les xarxes establertes per alguns dels seus gestors. Amb motiu dels esdeveniments més crítics, l'associació publica documents polítics per donar suport als seus punts de vista, que es distribueixen tant als informadors com a la premsa. Aquest ha estat el cas el juny del 2004, arran de la iniciativa d'exploració espacial dels Estats Units, i el setembre del 2008, en preparació del consell ministerial de l'ESA.

### Països Baixos
La secció de la Mars Society Netherlands es va tancar el 2011. La junta i els membres es van traslladar a una nova organització orientada a Mart.
La Dutch Mars Society es rellançarà el 2019.

### Polònia
La secció polonesa de la Mars Society (Mars Society Polska (MSP)) participa activament en la creació de la indústria espacial polonesa. Com que aquest sector encara està en desenvolupament, l'organització aprofita per oferir un fort element relacionat amb Mart per als propers anys. Polònia va ser l'últim estat membre de la UE a signar l'acord de cooperació amb l'ESA. Actualment, la majoria de projectes a Polònia se centren en la tecnologia de satèl·lits, de manera que l'MSP és l'única organització líder que promou l'exploració i els vols espacials tripulats. A més dels patrocinadors privats, es basa en els recursos obtinguts pel Ministeri de Ciència i Educació Superior i les autoritats locals, proposant projectes que es portin a terme amb les comunitats locals i, per tant, interaccionin amb el públic en general.
El primer projecte de l'MSP va ser el disseny polonès MPV (rover a pressió), per al qual es va produir una mica de maquinari. Això va permetre el desenvolupament de la pròpia Societat polonesa de Mart, juntament amb diverses activitats educatives per a les escoles poloneses. Després va ser organitzada conjuntament l'edició polonesa del concurs Red Rover Goes to Mars i l'organització d'un joc de negociació sobre la colonització a Mart (Columbia Memorial Negotiations). El 2007 l'MSP va organitzar el primer Festival de Mart, un esdeveniment de dos dies que va atreure 600 visitants, amb Discovery Channel com a patrocinador principal. El Festival de Mart de 2008 va ser menor a causa dels esforços realitzats en altres projectes, en particular el rover polonès URC, anomenat Skarabeusz.
El projecte insígnia de l'MSP és l'hàbitat marcià polonès, basat en un disseny de Janek Kozicki. Disposa de tres mòduls inflables connectats i una superfície útil de 900 m². L'hàbitat s'ha de situar a prop d'una ciutat gran, cosa que significa que més enllà del seu paper com a lloc de proves, en gran part de materials i disseny, serà accessible per al públic i els mitjans de comunicació.
L'MSP ha establert una presència constant als principals mitjans de comunicació polonesos i treballa en un documental sobre si mateix. També està desenvolupant projectes de programari, sistemes informàtics per al futur hàbitat marcià, amb una base virtual de Mart i accés remot. Jan Kotlarz de MSP ha creat el programari RODM per al modelatge de la superfície marciana basat en fotografies en alta resolució de la Mars Reconnaissance Orbiter. RODM està sent provat actualment per la NASA i l'ESA.

### Suïssa
La Mars Society Switzerland ("MSS") es va fundar el febrer de 2010. Cobreix les zones de parla francesa i alemanya de Suïssa. Manté estretes relacions amb la branca francesa ("association planète Mars", vegeu més amunt).
El seu objectiu és convèncer el públic suís de l'interès i la viabilitat de l'exploració marciana amb vols habitats a través del concepte directe de Mart, tal com va descriure Robert Zubrin. Vol reunir al voltant dels científics que treballen a Mart a Suïssa, totes les persones que comparteixen el seu interès sobre la qüestió.
El novembre de 2010, l'MSS va participar en la 8a reunió suïssa de geociència, que va ser l'oportunitat de debatre sobre els principals temes relacionats amb la geologia de Mart, la creació del planeta, el paper de l'aigua i l'atmosfera.
El 2011 (del 30 de setembre al 2 d'octubre), l'MSS va celebrar l'11a Convenció Europea de Mart (11th European Mars Convention "EMC11") en el marc de la Universitat de Neuchâtel. A través de 24 presentacions i dos debats amb els principals mitjans suïssos, aquesta convenció va tractar tots els temes relacionats amb l'exploració de Mart; des de l'astronàutica fins a l'arquitectura, inclòs l'estudi de la geologia que continua sent el seu objectiu clau.
El 10 de setembre de 2012, al Museu d'Història Natural de Berna ("NHMB"), va celebrar una conferència sobre el tema "Cercar la vida a Mart". La conferència es va centrar en una presentació del professor André Maeder (conegut astrofísic de la Universitat de Ginebra) després de la publicació del seu llibre "L'unique Terre habitée?" (Edicions Favre). Una altra presentació va ser realitzada pel Dr. Beda Hofmann, cap del Departament de Ciències de la Terra del Museu d'Història Natural de Berna. Va mostrar i comentar fotos de formes de vida primitives que va reunir per servir de referència per a les observacions que faria la missió ExoMars de l'ESA (que es llançarà el 2018). Pierre Brisson, president de la Mars Society Switzerland, va presentar la conferència, parlant dels instruments a bord de Curiosity i dels objectius d'exploració del rover.
A l'octubre (del 12 al 14), la Mars Society Switzerland va participar al 12è EMC ("EMC12") a Neubiberg, Alemanya (Universitat de les Forces Armades Alemanyes, a prop de Múnic). En aquest marc, Pierre Brisson va discutir la possibilitat passada d'un oceà a les terres baixes del nord del planeta.
Un esdeveniment clau de l'any 2013 (26 de març) va ser una conferència organitzada amb "Club 44" a La Chaux de Fonds, durant la qual el professor Michel Cabane, LATMOS i co-PI dels instruments de SAM a bord de la Curiosity, va presentar les conclusions dels seus instruments dedicats a l'estudi de les composicions moleculars i atòmiques de les roques i l'atmosfera del planeta Mart.

### Regne Unit
La Mars Society UK és la Mars Society més antiga fora dels Estats Units. Va celebrar la seva primera reunió pública el 4 de juliol de 1998 a Londres. El professor Colin Pillinger, cap del projecte Beagle 2, va ser el ponent convidat i l'esdeveniment va ser la primera vegada que Beagle 2 es va presentar al gran públic al Regne Unit. Des del 1998 fins al 2003, la Mars Society UK (MSUK) va continuar donant suport a Beagle 2, oferint nombrosos esdeveniments públics en què els membres de l'equip del projecte Beagle 2 podien parlar i es mostrava el model Beagle 2
Els aspectes més destacats de la història de la Mars Society UK inclouen:
- Va acollir la primera reunió de líders europeus de la Mars Society, amb representants de França, Alemanya, Polònia, Espanya i els Països Baixos.
- El primer dia de Mart del Regne Unit, al qual van assistir uns 200 membres del públic, va tenir lloc el 2002. Va ser tractat per tots els principals mitjans de televisió del Regne Unit (BBC, ITN, Sky News).
- El 2003, el govern del Regne Unit va acceptar y va publicar documents tècnics com a part d'una revisió de la Política Espacial del Regne Unit. També va pressionar activament per a la participació del Regne Unit en els esforços dels vols espacials tripulats.
- Des del 2006 va ajudar a establir el Premi Sir Arthur Clarke, el premi més prodigiós atorgat al Regne Unit per la seva contribució en tots els camps de la recerca i exploració espacial. També va continuar oferint consultes i documents tècnics sobre la política espacial canviant del Regne Unit i va ajudar a determinar la decisió del govern del Regne Unit de participar activament en les activitats de vols espacials tripulats a partir del 2010.
- La Mars Society UK s'havia aliat amb els intents d'iniciar una Conferència espacial del Regne Unit formalment reconeguda i plenament fundada, amb el primer esdeveniment d'aquest tipus que se celebraria a l'abril del 2009.
- El primer Desafiament Rover de la Universitat del Regne Unit es va dur a terme el 2015. Establert per la secció de Manchester de la Mars Society del Regne Unit, el seu objectiu principal és animar els estudiants del Regne Unit a desenvolupar habilitats en robòtica.[22]
- El 2018 es va formar el London Chapter de la Mars Society i treballa amb altres activistes de divulgació espacial al Regne Unit.
- La Mars Society de tot el Regne Unit es va rellançar el 2019 durant un acte inaugural a Oxford.[23]

## Àsia

### Mars Society South Asia (MSSA)
Mars Society South Asia (MSSA) va ser creada per Sagar Dhaka i Harshit Sharma, i els seus associats de diversos equips de Mars rover del sud d'Àsia, el 2 de setembre de 2019. El punt partida darrere d'això va ser l'èxit de l'Indian Rover Challenge 2019, per al qual Sagar va ser l'administrador d'esdeveniments. Durant la seva universitat a l’Institut Tecnològic Manipal, tant Sagar com Harshit van ser membres actius de l'equip d'estudiants “Mars Rover Manipal”. Els principals objectius de MSSA són: 
Àmplia difusió pública per inculcar la visió pionera de Mart.
Proporcionar una plataforma eficaç a tots els equips de Mars Rover del sud d'Àsia per provar i perfeccionar les seves habilitats de disseny i desenvolupament de l'astromòbil.
Animar als estudiants del sud d'Àsia a emprar la seva experiència tècnica en les aplicacions de la robòtica en missions interplanetàries i en l'exploració de l'entorn extraterrestre.
Fomentar la participació del sud d'Àsia en ciències espacials, enginyeria i recerca a nivell educatiu, industrial i governamental.
L'MSSA actua com a autoritat reguladora i coorganitzador de l' Indian Rover Challenge (IRC). L'IRC és una competició anual de robòtica que presenta un repte d'enginyeria per involucrar estudiants de tot el món en la següent fase d'exploració espacial. L'IRC és l'única competició d'aquest tipus de robòtica i exploració espacial a Àsia i el Pacífic que té com a objectiu encendre i fomentar l'esperit d'innovació entre els enginyers en fase de creació mentre intenten construir rovers d'exploració espacial, emprant les seves habilitats i idees. La competició desafia els estudiants universitaris a dissenyar i desenvolupar la nova generació de Mars Rovers i competir en condicions simulades per Mars. Indian Rover Challenge forma part de la Rover Challenge Series Rover Challenge Series (RCS) Arxivat 2019-04-21 a Wayback Machine. de la Mars Society. El primer esdeveniment de l'MSSA va ser l'Indian Rover Challenge de 2020, les finals del qual van tenir lloc a l'Institut Tecnològic Vellore, Chennai, del 17 al 20 de gener de 2020. 35 equips es van inscriure a l'esdeveniment i 20 van quedar preseleccionats a les finals.
El maig de 2020, MSSA va iniciar una nova competició coneguda com a "Indian Rover Design Challenge (IRDC)". L'IRDC és una competició per a estudiants universitaris que els desafia a dissenyar rovers de Mart que estiguin completament equipats i que la missió estigui preparada per a l'operació a Mart. La primera edició va tenir lloc entre juny-juliol del 2020 i va comptar amb la presència de 28 equips de 7 països. L'IRDC va ser una competició totalment en línia on els equips van ser jutjats sobre la base de la seva "revisió del disseny d'enginyeria". Se suposa que els equips planifiquen acuradament cada subsistema del rover tenint en compte diversos paràmetres extraterrestres en el disseny. Aquest concurs està dissenyat perquè els estudiants explorin la seva ment i suscitin el pensament innovador de disseny de les persones sense posar cap restricció als recursos físics disponibles. Es recomana als estudiants que siguin el més imaginatius, creatius i perspicaços possible dins dels límits pràctics implementables per a la raça humana.

### Índia
La secció de la Mars Society India (MSI) va ser fundat el gener de 2012 per Dhruv Joshi, antic alumne de l'Indian Institute of Technology Bombay. Dhruv Joshi es va inspirar a establir la secció a l'Índia després d'assistir a una presentació de la secció de la Mars Society de Suïssa; durant la seva visita a Suïssa. L'MSI es va llançar el 2 de març de 2012 a Bombai, amb la col·laboració del centre Nehru (Planetari) i estudiants de l’Indian Institute of Technology - Bombay (IIT-B). L'MSI s'esforça per establir una plataforma per portar un immens grup de talents d'estudiants indis a l'avantguarda i assolir les ambicioses missions espacials del país.
La Mars Society South Asia (MSSA) és una organització de promoció espacial sense ànim de lucre dirigida per voluntaris dedicada a avançar en l'estudi científic, l'exploració i la comprensió pública del cosmos, en particular l'exploració humana i l'assentament del planeta Mart. L'MSSA és la secció oficial regional de la Mars Society, EUA, per al sud d'Àsia. És la principal autoritat reguladora de la competició anual de la Mars Rover Indian Rover Challenge (IRC) i l'Indian Rover Design Challenge (IRDC).

### Bangladesh
La secció de la Mars Society Bangladesh es va crear el 2016. Un grup de 40 estudiants i tres equips de Bangladesh van participar al 2016 a la University Rover Challenge (URC 2016) impulsat per la Mars Society, celebrat el juny de 2016 a Utah, EUA.

## Seccions d'Oceania de la Mars Society

### Austràlia
Hi ha una secció a Austràlia, amb sucursals al Territori de la Capital Australiana, Nova Gal·les del Sud, Territori del Nord, Queensland, Austràlia del Sud, Tasmània, Victòria i Austràlia Occidental. Els principals objectius de la Mars Society Australia són donar suport als programes finançats pel govern orientats a explorar Mart i arribar al públic tant sobre l'exploració de Mart com sobre la importància d'estudiar ciències i enginyeria planetàries.

### Nova Zelanda
La NZ Mars Society té la mateixa llista d'objectius que Austràlia. En un esforç per ajudar a situar les persones a Mart, planegen que els seus membres provin estratègies i tecnologies d'exploració de superfície en llocs dedicats a l'anàleg de Mart. Una d'aquestes ubicacions analògiques de Mart és la Mars Desert Research Station, a Utah.